# Live in London -Babymetal World Tour 2014-
Live in London -Babymetal World Tour 2014- (LIVE IN LONDON -BABYMETAL WORLD TOUR 2014-), estilizado como LIVE IN LONDON -BABYMETAL WORLD TOUR 2014-, é o quarto álbum de vídeo lançado pelo grupo japonês de kawaii metal Babymetal em 20 de maio de 2015 no Japão. Posteriormente, em 30 de outubro do mesmo ano, foi relançado fisicamente na Europa através da gravadora Edel Music.

## Conteúdo
O álbum é composto por dois concertos one-man live (one-man live é um termo wasei-eigo que indica um concerto realizado por um artista, isto é, sem ato de abertura) realizados pelo grupo em Londres como parte de sua primeira turnê mundial, nos dias 7 de julho de 2014 no The Forum, e 8 de novembro de 2014 no 02 Academy Brixton.

## Lançamento e recepção
O álbum foi lançado em 20 de maio de 2015 em duas versões, DVD e BD. Neste trabalho Jens Bogren e Tue Madsen participaram como engenheiros de som.
Além do mais, foi lançado em uma edição limitada aos fãs do site -THE ONE-, contendo, além do Blu-ray lançado regularmente, um disco Blu-ray com ambas as apresentações do grupo no Makuhari Messe Event Hall, Japão, para sua turnê mundial de 2014, além de cenas de várias outras apresentações internacionais para a mesma turnê, o áudio das duas apresentações em Londres divididos em quatro discos e um photobook.
Quando relançado na Europa, em 30 de outubro de 2015, foi disponibilizado regularmente nos formatos de DVD e Blu-ray.

## Faixas

### Conteúdo regular
| Babymetal World Tour 2014 - 2014/7/7 at The Forum |                                                  |         |  |
| N.º                                               | Título                                           | Duração |  |
| 1.                                                | "Babymetal Death" (BABYMETAL DEATH)              |         |  |
| 2.                                                | "Iine!" (いいね！)                               |         |  |
| 3.                                                | "Uki Uki Midnight" (ウ・キ・ウ・キ★ミッドナイト) |         |  |
| 4.                                                | "Akumu no Rinbukyoku" (悪夢の輪舞曲)             |         |  |
| 5.                                                | "Onedari Daisakusen" (おねだり大作戦)            |         |  |
| 6.                                                | "Catch Me If You Can" (Catch me if you can)      |         |  |
| 7.                                                | "Akatsuki" (紅月-アカツキ-)                      |         |  |
| 8.                                                | "4 no Uta" (4の歌)                               |         |  |
| 9.                                                | "Megitsune" (メギツネ)                           |         |  |
| 10.                                               | "Doki Doki Morning" (ド・キ・ド・キ☆モーニング)  |         |  |
| 11.                                               | "Gimme Chocolate!!" (ギミチョコ！！)             |         |  |
| 12.                                               | "Head Bangya!!" (ヘドバンギャー！！)             |         |  |
| 13.                                               | "Ijime, Dame, Zettai" (イジメ、ダメ、ゼッタイ)   |         |  |

| Babymetal Back to the USA / UK Tour 2014 - 2014/11/8 at O2 Academy Brixton |                                                  |         |  |
| N.º                                                                        | Título                                           | Duração |  |
| 1.                                                                         | "Babymetal Death" (BABYMETAL DEATH)              |         |  |
| 2.                                                                         | "Iine!" (いいね！)                               |         |  |
| 3.                                                                         | "Uki Uki Midnight" (ウ・キ・ウ・キ★ミッドナイト) |         |  |
| 4.                                                                         | "Akumu no Rinbukyoku" (悪夢の輪舞曲)             |         |  |
| 5.                                                                         | "Onedari Daisakusen" (おねだり大作戦)            |         |  |
| 6.                                                                         | "Catch Me If You Can" (Catch me if you can)      |         |  |
| 7.                                                                         | "Akatsuki" (紅月-アカツキ-)                      |         |  |
| 8.                                                                         | "4 no Uta" (4の歌)                               |         |  |
| 9.                                                                         | "Megitsune" (メギツネ)                           |         |  |
| 10.                                                                        | "Doki Doki Morning" (ド・キ・ド・キ☆モーニング)  |         |  |
| 11.                                                                        | "Gimme Chocolate!!" (ギミチョコ！！)             |         |  |
| 12.                                                                        | "Ijime, Dame, Zettai" (イジメ、ダメ、ゼッタイ)   |         |  |
| 13.                                                                        | "Head Bangya!!" (ヘドバンギャー！！)             |         |  |
| 14.                                                                        | "Road of Resistance"                             |         |  |

### Conteúdo limitado
- Babymetal World Tour 2014 Apocalypse (Blu-ray)

| Babymetal World Tour 2014 - 2014/9/14 at Makuhari Messe Event Hall | |         |  |
| N.º                                                                | Título | Duração |  |
| 1.                                                                 | "Babymetal Death" (BABYMETAL DEATH)                                                                        |         |  |
| 2.                                                                 | "Kimi to Anime ga Mitai~Answer for Animation With You" (君とアニメが見たい〜Answer for Animation With You) |         |  |
| 3.                                                                 | "Megitsune" (メギツネ)                                                                                     |         |  |
| 4.                                                                 | "Akumu no Rinbukyoku" (悪夢の輪舞曲)                                                                       |         |  |
| 5.                                                                 | "Onedari Daisakusen" (おねだり大作戦)                                                                      |         |  |
| 6.                                                                 | "Catch Me If You Can" (Catch me if you can)                                                                |         |  |
| 7.                                                                 | "Akatsuki" (紅月-アカツキ-)                                                                                |         |  |
| 8.                                                                 | "4 no Uta" (4の歌)                                                                                         |         |  |
| 9.                                                                 | "Uki Uki Midnight" (ウ・キ・ウ・キ★ミッドナイト)                                                           |         |  |
| 10.                                                                | "Iine!" (いいね！)                                                                                         |         |  |
| 11.                                                                | "Doki Doki Morning" (ド・キ・ド・キ☆モーニング)                                                            |         |  |
| 12.                                                                | "Ijime, Dame, Zettai" (イジメ、ダメ、ゼッタイ)                                                             |         |  |
| 13.                                                                | "Head Bangya!!" (ヘドバンギャー！！)                                                                       |         |  |
| 14.                                                                | "Gimme Chocolate!!" (ギミチョコ！！)                                                                       |         |  |

| Babymetal World Tour 2014 Apocalypse (principais momentos) | |         |  |
| N.º                                                        | Título | Duração |  |
| 1.                                                         | "July 1st La Cigale Paris, France" (JULY 1ST LA CIGALE PARIS, FRANCE)                                             |         |  |
| 2.                                                         | "July 3rd Live Music Cologne, Germany" (JULY 3RD LIVE MUSIC COLOGNE, GERMANY)                                     |         |  |
| 3.                                                         | "July 5th Sonisphere Festival Knebworth, United Kingdom" (JULY 5TH SONISPHERE FESTIVAL KNEBWORTH, UNITED KINGDOM) |         |  |
| 4.                                                         | "July 27th The Fonda Theatre Los Angeles, USA" (JULY 27TH THE FONDA THEATRE LOS ANGELES, USA)                     |         |  |
| 5.                                                         | "August 9th Heavy Montreal Festival Montreal, Canada" (AUGUST 9TH HEAVY MONTREAL FESTIVAL MONTREAL, CANADA)       |         |  |
| 6.                                                         | "November 4th Hammerstein Ballroom New York, USA" (NOVEMBER 4TH HAMMERSTEIN BALLROOM NEW YORK, USA)               |         |  |

- Live in London (CD ao vivo)

| Babymetal World Tour 2014 - 2014/7/7 at The Forum: Disco 1 | |         |  |
| N.º                                                        | Título                                                                                                | Duração |  |
| 1.                                                         | "Babymetal Death" (BABYMETAL DEATH)                                                                   |         |  |
| 2.                                                         | "Iine!" (いいね！)                                                                                    |         |  |
| 3.                                                         | "Uki Uki Midnight" (ウ・キ・ウ・キ★ミッドナイト)                                                      |         |  |
| 4.                                                         | "Mischiefs of metal gods -Kami Band Instrumental-" (Mischiefs of metal gods -KAMI Band Instrumental-) |         |  |
| 5.                                                         | "Akumu no Rinbukyoku" (悪夢の輪舞曲)                                                                  |         |  |
| 6.                                                         | "Onedari Daisakusen" (おねだり大作戦)                                                                 |         |  |
| 7.                                                         | "Catch Me If You Can" (Catch me if you can)                                                           |         |  |

| Babymetal World Tour 2014 - 2014/7/7 at The Forum: Disco 2 |                                                 |         |  |
| N.º                                                        | Título                                          | Duração |  |
| 1.                                                         | "Akatsuki" (紅月-アカツキ-)                     |         |  |
| 2.                                                         | "4 no Uta" (4の歌)                              |         |  |
| 3.                                                         | "Megitsune" (メギツネ)                          |         |  |
| 4.                                                         | "Doki Doki Morning" (ド・キ・ド・キ☆モーニング) |         |  |
| 5.                                                         | "Gimme Chocolate!!" (ギミチョコ！！)            |         |  |
| 6.                                                         | "Head Bangya!!" (ヘドバンギャー！！)            |         |  |
| 7.                                                         | "Ijime, Dame, Zettai" (イジメ、ダメ、ゼッタイ)  |         |  |

| Babymetal Back to the USA / UK Tour 2014 - 2014/11/8 at O2 Academy Brixton: Disco 1 | |         |  |
| N.º                                                                                 | Título                                                                                                | Duração |  |
| 1.                                                                                  | "Babymetal Death" (BABYMETAL DEATH)                                                                   |         |  |
| 2.                                                                                  | "Iine!" (いいね！)                                                                                    |         |  |
| 3.                                                                                  | "Uki Uki Midnight" (ウ・キ・ウ・キ★ミッドナイト)                                                      |         |  |
| 4.                                                                                  | "Mischiefs of metal gods -Kami Band Instrumental-" (Mischiefs of metal gods -KAMI Band Instrumental-) |         |  |
| 5.                                                                                  | "Akumu no Rinbukyoku" (悪夢の輪舞曲)                                                                  |         |  |
| 6.                                                                                  | "4 no Uta" (4の歌)                                                                                    |         |  |
| 7.                                                                                  | "Catch Me If You Can" (Catch me if you can)                                                           |         |  |

| Babymetal Back to the USA / UK Tour 2014 - 2014/11/8 at O2 Academy Brixton: Disco 2 |                                                 |         |  |
| N.º                                                                                 | Título                                          | Duração |  |
| 1.                                                                                  | "Akatsuki" (紅月-アカツキ-)                     |         |  |
| 2.                                                                                  | "Onedari Daisakusen" (おねだり大作戦)           |         |  |
| 3.                                                                                  | "Megitsune" (メギツネ)                          |         |  |
| 4.                                                                                  | "Doki Doki Morning" (ド・キ・ド・キ☆モーニング) |         |  |
| 5.                                                                                  | "Gimme Chocolate!!" (ギミチョコ！！)            |         |  |
| 6.                                                                                  | "Ijime, Dame, Zettai" (イジメ、ダメ、ゼッタイ)  |         |  |
| 7.                                                                                  | "Head Bangya!!" (ヘドバンギャー！！)            |         |  |
| 8.                                                                                  | "Road of Resistance"                            |         |  |

## Desempenho nas paradas musicais
Em seu primeiro dia de vendas, a versão em DVD estreou na segunda posição da parada diária da Oricon, enquanto o Blu-ray em primeiro. Na semana datada em 1 de junho de 2015, a versão em disco Blu-ray estreou na primeira posição da parada semanal da Oricon, vendendo um total de 13 000 cópias. Seguindo seu primeiro número um, Live at Budokan ~Red Night & Black Night Apocalypse~, Babymetal tornou-se o primeiro grupo de adolescentes a obter dois discos Blu-ray seguidos atingindo a primeira posição. Enquanto isso, o DVD vendeu 5 510 cópias, atingindo a terceira posição na parada semanal da Oricon, ainda tornando-se o DVD mais vendido pelas lojas Tower Records na semana de seu lançamento.
| Parada (2015)                         | Melhor posição |
| DVD                                   | DVD            |
| ------------------------------------- | -------------- |
| Japão (Oricon Daily DVD Sogo)         | 2              |
| Japão (Oricon Shunkan DVD Sogo)       | 3              |
| Japão (Tower Records Zenten Sogo DVD) | 1              |
| Blu-ray                               |                |
| Japão (Oricon Daily Blu-ray Sogo)     | 1              |
| Japão (Oricon Shunkan Blu-ray Sogo)   | 1              |

### Precessão e sucessão
| Gráficos de sucessão                                             | Gráficos de sucessão                                                              | Gráficos de sucessão                                                               |
| ---------------------------------------------------------------- | --------------------------------------------------------------------------------- | ---------------------------------------------------------------------------------- |
| Precedido por Tegomass 4th Live Tegomass no Seishun por Tegomass | Álbuns número um na Oricon Shunkan Blu-ray Sogo 1 de junho de 2015                | Sucedido por Syachihoko Mai 2015 at Aichi Prefecture Gymnasium por Team Syachihoko |
| Precedido por Tegomass 4th Live Tegomass no Seishun por Tegomass | Álbuns número um na Tower Records Zenten Sogo DVD 18 de maio - 24 de maio de 2015 | Sucedido por Special Live Tour: T1ST0RY in Seoul por Tohoshinki                    |

## Histórico de lançamento
| Região | Data de lançamento    | Formato         | Gravadora  |
| ------ | --------------------- | --------------- | ---------- |
| Japão  | 20 maio de 2015       | DVD, BD         | BMD Fox    |
| Europa | 30 de outubro de 2015 | DVD, BD, CD+DVD | Edel Music |